# Marcel Rigout
Marcel Rigout, né le 10 mai 1928 à Verneuil-sur-Vienne (Haute-Vienne) et mort le 23 août 2014 à Limoges (Haute-Vienne), est un homme politique français.
Ouvrier, plusieurs fois député de la Haute-Vienne (1967-1968 et 1973-1988), il est l'un des quatre ministres communistes des deuxième et troisième gouvernements Mauroy, aux côtés de Jack Ralite, Anicet Le Pors et Charles Fiterman, et à ces deux titres est surnommé le « ministre métallo ». À la fin de sa carrière politique, il critique la ligne politique du PCF et finit par le quitter pour créer un parti dissident et local, l'ADS.

## Biographie
Résistant en 1944, il est apprenti couvreur, puis ouvrier agricole avant de suivre une formation de tourneur sur métaux. Licencié en 1951 pour activités syndicales et politiques et ne parvenant pas à retrouver du travail, il devient permanent du Parti. À ce titre il participe à la mise à l'écart, puis à l'exclusion, de Georges Guingouin, le « préfet du maquis », ancien maire de Limoges et compagnon de la Libération, même temps que Charles Tillon et André Marty. Exclusion qui ne lui cause « aucun état d’âme. C’était l’ambiance du moment (…) le sentiment que tout ce qui pouvait faire brèche dans l’unité du Parti devait être aussitôt éradiqué ».
En 1958, lors des élections législatives qui suivent l'arrivée au pouvoir du général de Gaulle, il est candidat dans la deuxième circonscription de la Haute-Vienne. Il obtient 35,5 % des voix au 1er tour, le candidat de droite 20 % et le candidat socialiste SFIO Jacques Boutard 39,5 %. Au second tour, il échoue avec 39,6 % des suffrages contre 60,4 % à Boutard qui est élu député. En 1962, dans la  même circonscription, Marcel Rigout arrive en tête au 1er tour avec 41,5 % des suffrages mais est battu au second avec 47,4 % des suffrages toujours par Boutard. Il gravit ensuite les échelons à la direction nationale du PCF, et est une première fois élu député en 1967, par 59,3 % des suffrages face à un candidat gaulliste. Il est battu de nouveau par Boutard, qui a été exclu de la SFIO entre-temps, lors du raz-de-marée gaulliste de 1968, avec une courte majorité de 767 voix (50,7 %), ce qui vaut à Jacques Boutard de siéger à l’Assemblée pour la troisième fois, Rigout faisant 49,3 %. Il récupère son siège en 1973 et devient vice-président du groupe communiste. Il est réélu en 1978 qui voit les communistes remporter les trois sièges de députés du département. Il obtient 23 239 suffrages soit 39,44 % des voix au 1er tour, le 12 mars 1978. Il est le seul rescapé en 1981, avec 20 469 suffrages au 1er tour, soit 38,29 % des voix, devançant le candidat socialiste qui obtient 16 823 suffrages et 31,46 % des voix. Cependant il laisse son siège à son suppléant, Roland Mazoin lorsqu'il est appelé au gouvernement en juin, au poste de ministre de la Formation professionnelle.
Durant son ministère est promulguée le 24 février 1984 la loi portant réforme de la formation professionnelle continue et modification corrélative du Code du travail, dite loi Rigout. Il démissionne du gouvernement le 17 juillet 1984, comme ses autres collègues communistes, à la nomination au poste de Premier ministre de Laurent Fabius.
En juin 1984, à Rome, après le recul conséquent du PCF aux européennes à 11,20 % des voix, en marge d'une réunion, il critique fortement Georges Marchais le qualifiant d'« homme de l'échec » et ajoutant : « À sa place, je me tirerais une balle dans la tête ». Toutefois, il présente sa candidature aux législatives de mars 1986 et est le seul député communiste élu en Limousin, avec 41 824 voix, soit 20,87 % des suffrages pour la liste qu’il mène en Haute-Vienne, les socialistes ayant un élu, et la droite RPR-UDF deux.
Marginalisé au sein du PCF, il quitte le comité central en 1987, puis le parti en 1990, après avoir tenté de le relancer de l'intérieur en créant avec Charles Fiterman le Mouvement des Rénovateurs communistes. Il démissionne aussi de la direction de l'Écho du Centre. En 1988, il soutient la candidature de Pierre Juquin, aux élections présidentielles qui n'obtient que 2,10 % des voix sur le plan national (André Lajoinie 6,76 %) mais 4,05 % en Haute-Vienne et 3,51 % sur l'ensemble du Limousin. Cette même année, il est de nouveau candidat aux législatives  dans la nouvelle circonscription de Limoges-Saint-Yrieix, et il obtint 31,4 % des voix. Il est distancé par Jean-Claude Peyronnet, candidat socialiste pour lequel il se désiste, et qui est élu.
Après avoir quitté le Parti communiste, il crée l'ADS (Alternative démocratie socialisme en 1992, membre de la Convention pour une alternative progressiste) avec ses amis de Limoges, nombreux à avoir abandonné la fédération de la Haute-Vienne, et dirige ce parti jusqu'à son décès. À la fin de sa vie, il se rapproche de nouveau du PCF puisqu'il œuvre à la création de l'alliance Limousin Terre de gauche entre son parti, le Front de gauche et certains dissidents du Nouveau Parti anticapitaliste.
Il fut le vice-président de l'association "Châlucet en Limousin" présidée par Laurent Bourdelas, créée en 1992 pour la sauvegarde de ce site naturel, archéologique et historique.[réf. nécessaire]
Il est l'un des rares hommes politiques limousins — outre Jacques Chirac et François Hollande — à avoir privilégié une carrière nationale et avoir accédé à des responsabilités gouvernementales.
Marcel Rigout a été inhumé, dans l’intimité, dans le cimetière de sa commune de Saint-Genest-sur-Roselle.

## Fonctions
- Député de la Haute-Vienne (1967-1968, 1973-1981, puis 1986-1988)
- Conseiller général du canton de Pierre-Buffière (1970-2001)
- Ministre communiste de la formation professionnelle dans les gouvernements Pierre Mauroy (2) et (3) de 1981 à 1984

## Distinction
- Chevalier de la Légion d'honneur